# Thomas Gold
Thomas Gold (ur. 22 maja 1920 w Wiedniu, zm. 22 czerwca 2004 w Ithace) – amerykański astrofizyk.

## Życiorys
Studiował na Trinity College na Uniwersytecie Cambridge . W 1956 wyemigrował do USA, gdzie był profesorem astronomii na Uniwersytecie Harvarda (1958), a następnie na Uniwersytecie Cornella (1959). Był także doradcą NASA.
W 1948 razem z Hermannem Bondi i Fredem Hoylem sformułował teorię wszechświata stacjonarnego znaną też pod nazwą teorii stanu stacjonarnego jako alternatywę do teorii Wielkiego Wybuchu. Teoria stanu stacjonarnego zakłada, że Wszechświat w skali globalnej nie zmienia się w czasie (co jest równoważne stwierdzeniu, że jest on nieskończenie stary i nieskończenie wielki). Jednak aby wyjaśnić rozszerzanie się Wszechświata (odkryte w 1926 przez Edwina Hubble’a) przy stałej gęstości potrzebne było założenie o ciągłym powstawaniu materii.
Odkrycie w latach 60. XX wieku przez Penziasa i Wilsona kosmicznego promieniowania tła było potwierdzeniem teorii Wielkiego Wybuchu, a tym samym obaleniem teorii stanu stacjonarnego.
Thomas Gold stworzył też „teorię śmietnika” (przypadkowej panspermii), która zakłada, że życie na Ziemi powstało ze śmieci i odpadów pozaziemskiej cywilizacji.